# ناحیه موویو
ناحیه موویو (به لاتین: Moyo District) یک منطقهٔ مسکونی در اوگاندا است که در استان شمالی، اوگاندا واقع شده‌است. ناحیه موویو ۱٬۸۰۰٫۸ کیلومتر مربع مساحت و ۴۱۲٬۵۰۰ نفر جمعیت دارد.